# 茨城県道327号寺原停車場線

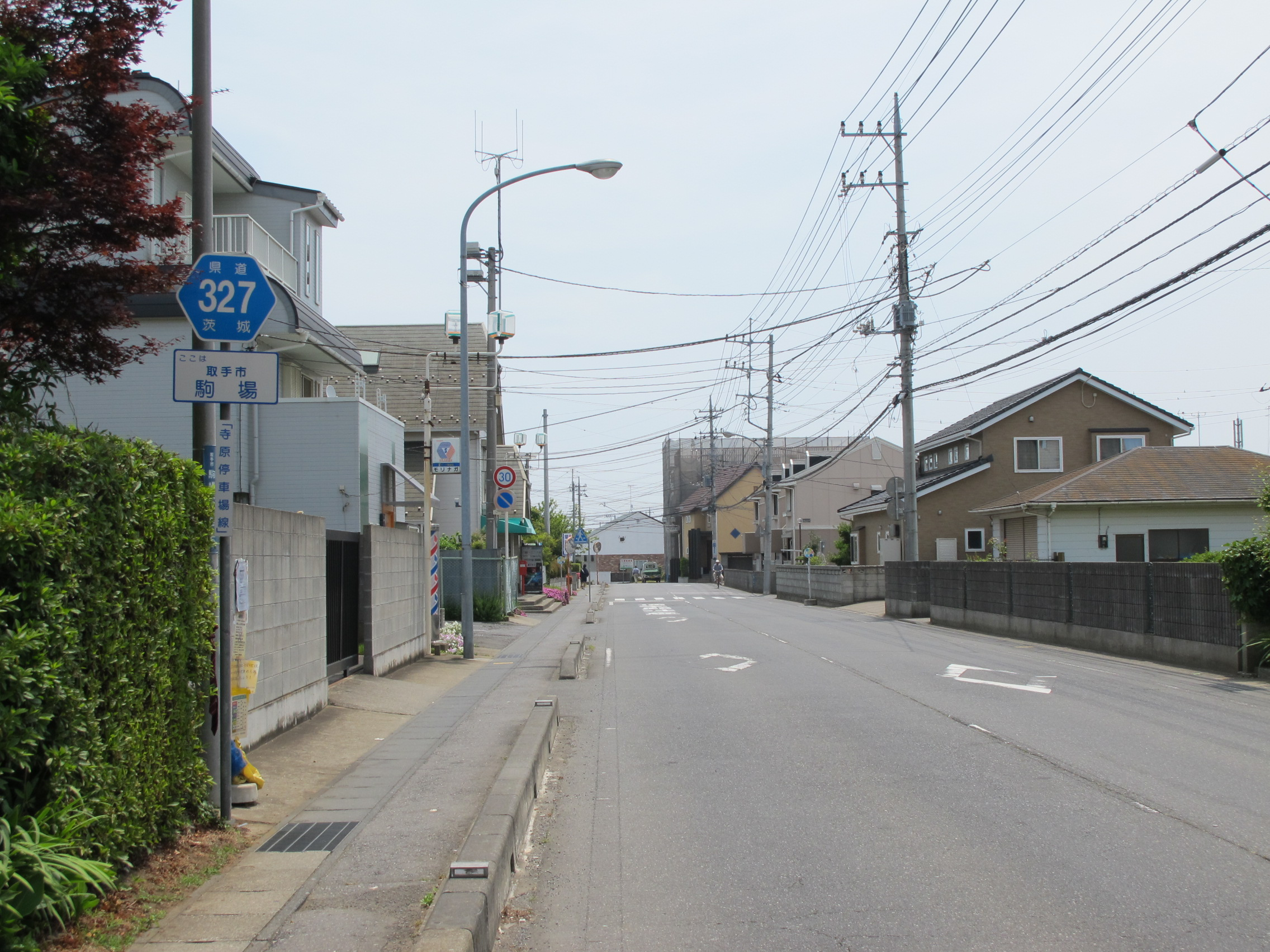
茨城県道327号寺原停車場線
取手市駒場・終点付近（2013年6月）

茨城県道327号寺原停車場線（いばらきけんどう327ごう てらはらていしゃじょうせん）は、茨城県取手市にある関東鉄道常総線寺原駅と接続する県道である。

## 路線概要
- 起点：取手市駒場1丁目（寺原駅）
- 終点：取手市駒場1丁目（茨城県道130号常総取手線交点）
- 総延長：176 m[1]
- 重用延長：なし[1]
- 未供用延長：なし[1]
- 実延長：176 m[1]
- 自動車交通不能区間延長[注釈 1]：なし[1]

## 歴史
1975年（昭和50年）5月29日、県道水海道取手線（現・常総取手線）の路線認定に伴って、前身にあたる旧・県道寺原停車場線（整理番号347）が廃止され、取手市井野 - 藤代町山王までの区間が、県道水海道取手線の一部となったため、起点を取手市大字寺田寺原停車場、終点を取手市大字寺田とした寺原駅に接続する残存区間（163 m）を新路線とする県道寺原停車場線として路線認定された。1995年（平成7年）の茨城県道の路線再編が行われた際に、整理番号が旧番号347から327へと付替えされて現在に至っている。

### 年表
- 1913年（大正2年）11月1日：寺原駅が開業する。
- 1923年（大正12年）4月1日：現在の路線の前身である寺原停車場寺田線が路線認定される。[4]
- 1959年（昭和34年）10月14日：現在の路線の前身である旧・県道寺原停車場線（寺原停車場 - 県道寺田水海道線交点）が路線認定される（図面対象番号295）[5]。
- 1965年（昭和40年）2月22日：旧・寺原停車場線の路線が延長されて、起点・寺原停車場より取手町大字寺原までから、終点・北相馬郡藤代町大字山王まで（延長3,098 m）に拡大される[6]。
- 1975年（昭和50年）5月29日
  - 県道水海道取手線の路線認定に伴い、現在の路線である寺原停車場線（整理番号347）が認定される[3]。
  - 道路の区域は、取手市大字寺田（寺田駅） - 同市大字寺田の163 m区間に決定、供用開始される[7]。
  - 前身にあたる旧・県道寺原停車場線（取手市大字寺田寺原停車場 - 北相馬郡藤代町大字山王、整理番号347）が廃止される[2]。
- 1994年（平成6年）11月28日：取手市寺田の狭隘路（最小幅員3.6 m、延長120 m）の現道拡幅のための道路区域を指定[8]。
- 1995年（平成7年）3月30日：整理番号が整理番号347から現在の番号（整理番号327）に変更される[9]。

## 地理

### 通過する自治体
- 茨城県取手市

### 交差する道路
- 茨城県道130号常総取手線（終点）

### 沿線
- 関東鉄道常総線 寺原駅